# 최운교 (배우)
최운교(1960년 2월 5일 ~ )는 대한민국의 배우이자 연극인 겸 영화인이다.

## 생애
1977년 연극배우 첫 데뷔한 그는 1986년 영화 《천사 늪에 잠들다》의 단역을 통하여 영화배우 데뷔하였고 1987년 국립극단에 입단하여 국립극단 연극배우 활동하였으며 1994년 SBS TV 드라마 《세 남자 세 여자》로 공중파 브라운관 첫 출연하였다. 그 이외에도 TV 사극 드라마 《태조 왕건》의 궁예의 내군 부장으로 가장 많은 철퇴를 휘두른 충복으로 유명하다. 그 유명한 "누가 기침소리를 내었는가?"에서 철퇴를 후려치는 사람도 역시 그이다.

## 학력
- 부산대동고등학교 졸업
- 경남공업전문대학 기계학과 1학년 중퇴(1979년 9월 중퇴)
- 원주상지전문대학 경영학과 2학년 중퇴(1986년 3월 중퇴)
- 부산경상전문대학 방송연예학과 전문학사(89학번 - 1991년 2월 전문학사 학위 취득)

## 출연작

### 영화
- 1986년 《천사 늪에 잠들다》
- 1996년 《불새》
- 2002년 《해안선》

### 드라마
- 1994년 SBS 월화드라마 《세 남자 세 여자》 ... 최동오(비서실 최 차장) 역
- 1995년 MBC 특별기획드라마 《제4공화국》 ... 중앙정보부 요원(오정소), 정인숙 막내 오빠(정종욱), 지성한 역
- 1995년 MBC 평일시트콤 《두 아빠》 ... 서울 송파 경찰지서 파출소 경관 최운교 역
- 1997년 KBS2 주말특별기획드라마 《파랑새는 있다》 ... 신재준 역
- 2000년 KBS1 대하드라마 《태조 왕건》 ... 금대 역
- 2002년 KBS2 특별기획드라마 《장희빈》 ... 박두경 역
- 2003년 KBS1 대하드라마 《무인시대》 ... 오숙비 역
- 2004년 KBS1 대하드라마 《불멸의 이순신》 ... 고혜몬 역
- 2004년 KBS2 특별기획드라마 《해신》 ... 천두만 역
- 2006년 MBC 특별기획드라마《주몽》 ... 흑치 역
- 2008년 KBS2 특별기획드라마 《바람의 나라》 ... 해명의 충신 연비 역
- 2010년 SBS 특별기획드라마 《아테나: 전쟁의 여신》 ... 비서실 건교행정 비서관 송광철(청와대 비서실 건설교통행정정책비서관) 역
- 2011년 KBS1 대하드라마 《광개토태왕》 ... 하타 역
- 2012년 MBC 대하드라마 《무신》 ... 박승선 역
- 2014년 KBS1 대하드라마 《정도전》 ... 안소 역